# Manchot antipode
Megadyptes antipodes
Pour les articles homonymes, voir Manchot.
Espèce
Statut de conservation UICN

 EN B2b(iii,v)c(iv) : En danger
Le manchot antipode (Megadyptes antipodes), également appelé manchot des antipodes ou manchot à œil jaune, est une espèce de manchot. Il est appelé hoiho (« faiseur de bruit ») par les Maori de Nouvelle-Zélande et yellow-eyed penguin (« manchot à œil jaune ») en anglais. Avec une population estimée entre 3,200 et 3,600 individus adultes en 2019, il est considéré comme le manchot le plus rare du monde et se trouve actuellement en danger d'extinction.

## Description
A l'âge adulte, les yeux du manchot antipode et le bandeau qui les entoure sont jaunes, ce qui lui vaut le nom de manchot à œil jaune en français, et yellow-eyed penguin en anglais. Son dos est noir et son ventre est blanc. Les juvéniles ont la tête plus grise, sans bande et avec des yeux gris. C'est un manchot de taille moyenne, mesurant de 65 à 78 cm pour un poids allant de 3,7 à 8,5 kg. 
Certains individus peuvent atteindre 20 à 25 ans. 

## Habitat
Le manchot antipode vit exclusivement sur les côtes néozélandaises de l'Ile du Sud, particulièrement dans la zone des Catlins et la péninsule Otago, ainsi que dans les Îles Auckland, Campbell et Stewart. Il vit toute l'année dans les zones forestières et les lieux à la végétation abondante qui bordent ces côtes. 

## Comportement
Il est essentiellement piscivore, se nourrissant de petits poissons et de calamars. Le manchot antipode ne vit pas en colonie, mais forme un couple qui vit et nidifie à l'écart des autres individus .